# 프리한 19
《프리한 19》는 2016년 5월 9일부터 tvN SHOW에서 방송중인 텔레비전 프로그램이다.

## 출연자
- 전현무 : (2016년 5월 9일 ~ 현재)
- 오상진 : (2016년 5월 9일 ~ 현재)
- 한석준 : (2016년 5월 9일 ~ 현재)